# المنظمة الدولية للأبحاث الدماغية
المنظمة الدولية للأبحاث الدولية هو الاتحاد العالمي لمنظمات علم الأعصاب التي تهدف إلى تعزيز ودعم التدريب على علم الأعصاب، والتدريس، والبحوث التعاونية والدعوة في جميع أنحاء العالم. ويشكل أكثر من 80 منظمة علمية دولية ووطنية وإقليمية، يوجد مجلس الإدارة للمكتب الإقليمي لأمريكا اللاتينية ومنطقة بحر الكاريبي، إلى جانب اللجان الإقليمية الخمس للمنظمة الدولية لبحوث السياسات، بمعالجة الاحتياجات ودفع عمل فرادى العلماء والمجتمعات البحثية في كل مكان. وبالإضافة إلى ذلك، لدى المكتب الإقليمي للشراكات شراكة مع الجمعيات والمنظمات العلمية ذات التفكير المماثل لتحديد الأولويات والمساعدة في سد الثغرات في المعرفة والاستثمار والموارد في مجال أبحاث الدماغ.

## المهمة
تطوير ودعم وتنسيق البحوث العلمية في جميع المجالات المتعلقة بالدماغ؛ وتعزيز التعاون الدولي وتبادل المعلومات العلمية بشأن أبحاث المخ في جميع أنحاء العالم؛ وتوفير المساعدة في التعليم ونشر المعلومات المتعلقة بأبحاث الدماغ.

## تاريخها
يرجع أصل المنظمة الدولية لبحوث المخ (إبرو) إلى اجتماع علماء الأعصاب العصبية السريرية في لندن في عام 1947 تحت رعاية جمعية تخطيط الدماغ (إيغ)، مما أدى إلى إنشاء الاتحاد الدولي ل إيغ (إفيغ) والفيزيولوجيا العصبية السريرية في لندن في عام 1947.
في مؤتمر لاحق في موسكو في عام 1958 من إفيغ وغيرها من المجموعات، حققت بنجاح تأييد بالإجماع لقرار يقترح إنشاء منظمة دولية تمثل أبحاث الدماغ في جميع أنحاء العالم.
وقد تأسس المكتب في عام 1961 استجابة لهذا الطلب المتزايد من علماء الأعصاب في جميع أنحاء العالم من أجل إنشاء منظمة مركزية من شأنها أن تخترق الحدود الوطنية وتحسن التواصل والتعاون بين الباحثين في الدماغ.
وقد أنشئت كمنظمة مستقلة غير حكومية، ينظمها مجلس حكم، يتألف الآن من أكثر من 80 جمعية للعلوم العصبية. تمثل المنظمة مصالح أكثر من 75,000 علماء الأعصاب في جميع أنحاء العالم.

## مجلس الإدارة
مجلس الإدارة هو الهيئة الإدارية للمكتب، وهو يحدد سياسات وبرامج المكتب الإقليمي للبراءات ويوجه تنفيذها وسلوكها. ويخول مجلس الإدارة اتخاذ جميع الخطوات اللازمة للاضطلاع بوظيفته. ويجوز له أن يدخل في عقود يجوز لمكتب إبرو القيام بها بصورة قانونية. ويجوز لمجلس الإدارة أن يتخذ ترتيبات مناسبة للتعاون مع المنظمات الأخرى. ورئيس مجلس المحافظين هو رئيس المكتب، حيث يتألف مجلس الإدارة من:
- ممثلو المنظمات الأعضاء:
  - رؤساء لجان البرنامج ورئيس لجنة المؤتمر العالمي
- أعضاء اللجنة التنفيذية:

يشكل الممثلون (عادة الرئيس) للمنظمات الأعضاء مجلس الإدارة، وهو أعلى هيئة لوضع السياسات في المكتب الإقليمي لأفريقيا. يجتمعون مرة أو مرتين في السنة في موقع اجتماع رئيسي (عادة من جمعية علم الأعصاب) ويطلب منهم بانتظام للتصويت على القضايا أو التعيينات ذات الأهمية (حوالي 6 - 8 مرات في السنة). ويحمل كل عضو من أعضاء المؤتمر عددا من الأصوات التي تتعلق بحجم المنظمة التي يمثلها.
ويعمل أعضاء مجلس الإدارة لمدة سنتين. ويجوز للأعضاء العمل لمدة تصل إلى ثلاث فترات متتالية. وإذا تعذر على أحد أعضاء المجلس إكمال فترة ولايته، يجوز أن تعين المنظمة العضو المعنية بديلا للفترة المتبقية من المدة.
وفيما يتعلق بمستحقات العضوية، فإن جميع المستحقات تقريبا تدعم برامج المكتب. وعلاوة على ذلك، فإن المنظمة تدار تقريبا في مجملها من قبل العلماء الذين يتطوعون وقتهم؛ لا تدفع الرواتب إلا لعدد قليل من الموظفين العاملين بدوام كامل أو غير متفرغ. وعلاوة على ذلك، يتخلى المكتب عن مستحقات جميع المنظمات الأعضاء التي يقل عدد أعضائها عن 100 عضو وأغلبية من يقل عددهم عن 250 عضوا.

## اللجنة التنفيذية
تعمل اللجنة التنفيذية مع الأمين العام لتنفيذ مبادرات مجلس الإدارة. وتتخذ اللجنة التنفيذية قرارات بشأن قبول المنظمات الأعضاء في المكتب الإقليمي لبحوث السياسات وتنتخب أعضاء مجلس الإدارة لمختلف البرامج التي يصدر بها تكليف من مجلس الإدارة وموظفو الاتصال مع المنظمات الأخرى، وتتلقى تقاريرهم. وستقوم اللجنة التنفيذية بتعيين أعضاء المكتب وأعضاء اللجان عند الضرورة.

## المكتب
- بيير ماجيستريتي (الرئيس)، معهد لوزان سويسرا
- لاري سوانسون (الأمين العام) جامعة جنوب كاليفورنيا، لوس أنجلوس، الولايات المتحدة الأمريكية
- هانز - يواكيم بلوجر (أمين الصندوق)

فري ونيفرزيتات، برلين، ألمانيا
- مارتا حلاق (مدير أول المنح)

كونسيجو ناسيونال دي إنفستيغاسيونيس سينتيفيكاس تنيكاس (كونيسيت)
ونيفرزيداد ناسيونال دي كوردوبا (ونك)
كوردوبا، الأرجنتين
رؤساء اللجان الإقليمية:
| القارة           | الرؤساء           | الجامعة                                 | الدولة                      |
| ---------------- | ----------------- | --------------------------------------- | --------------------------- |
| أفريقيا          | بيير م. ليبايا    | جامعة كينشاسا                           | جمهورية الكونغو الديمقراطية |
| قارة آسيا        | كيجي تاناكا ريكين | معهد علوم الدماغ، واكو                  | اليابان                     |
| أمريكا اللاتينية | سيسيليا بوزات     | معهد الدراسات الاستقصائية، باهيا بلانكا | الأرجنتين                   |
| قارة أوروبا      | روبرت غابرييل     | جامعة بيكس                              | المجر                       |
| الولايات المتحدة | شارون جوليانو     | جامعة العلوم الصحية، يثيسدا             | الولايات المتحدة            |

## اللجان الإقليمية
تدعم اللجان الإقليمية في المكتب الإقليمي للبراءات مهمة المكتب الدولي للبحوث الزراعية والمساعدة في تخطيط وتنفيذ أنشطة المكتب في مناطقه المحلية. وهي تخلق وتدعم برامج تعليمية وتدريبية تتناسب مع الاحتياجات المحلية وتشجع علم الأعصاب في مناطقها من خلال الدعوة والتوجيه وبناء المجتمع.